# اب‌ناب
اب‌ناب در مصر است که در استان اسیوط واقع شده‌است.

## خصوصیات
اب‌ناب ۶۴٬۱۷۴ نفر جمعیت دارد.